# Коста Мушицький
Констянтин Мушицький (серб. Константин Коста Мушицки; 7 квітня 1897 — 17 липня 1946) — югославський бригадний генерал, який командував колабораціоністським Сербським добровольчим корпусом під час Другої світової війни. Наприкінці війни він потрапив у полон британською армією, але згодом був переданий югославській владі, яка судила й стратила його за воєнні злочини.

## Раннє життя
Коста Мушицький народився 7 квітня 1897 року в Славонському Броді, Австро-Угорщина (нині в Хорватії), у родині Мілютіна та Єлени Мушицьких (уроджена Михайлович). Етнічний серб, він розпочав військову службу в австро-угорській армії. Пізніше він одружився і мав двох дітей. У міжвоєнний період Мушицький служив ад'ютантом короля Олександра та королеви Марії. Він приєднався до фашистського Югославського національного руху (серб. Јюгословенски народни подвиж, Збор , Jugoslovenski narodni pokret, Zbor) після вбивства короля в 1934 році.

## Друга світова війна
Мушицький був дислокований у Славонському Броді під час вторгнення країн Осі до Югославії у квітні 1941 року і служив командувачем Королівської югославської армії, відповідальним за залізницю між Белградом і Загребом у чині полковника. Він продемонстрував свою підтримку німцям, допомагаючи їхнім військам під час вторгнення. Югославія була швидко завойована державами Осі, і Мушицький залишався в Славонському Броді протягом кількох місяців після завоювання. Там він спробував приєднатися до усташської міліції, але отримав відмову. У середині серпня він поїхав до Белграда, де його прийняв лідер Zbor Дімітріє Льотич. 6 жовтня Мілан Недич, прем'єр-міністр маріонеткового Уряду національного порятунку, встановленого Осі, призначив Мушицького очолити Сербське добровольче командування (серб. Srpska dobrovoljačka komanda, SDK). Мушицький брав участь у розстрілі сербських мирних жителів у місті Чачак у грудні 1941 року.  Він і Мілан Ачімович зв'язалися з лідером четників Дражею Михайловичем 5 грудня, можливо, намагаючись попередити його заздалегідь про напад, який здійснили німці. запланована під кодовою назвою «Операція Михайлович». Ця дія спонукала німців поставити під сумнів лояльність Мушицького. Наприкінці 1941 року він був усунений від командування й ув'язнений німцями, але пізніше звільнений за втручанням Недича.
На початку 1943 року Сербське добровольче командування було перейменовано в Сербський добровольчий корпус (серб. Srpski dobrovoljački korpus, SDK)  і передано під пряме командування генерала артилерії Пауля Бадера, командуючого генералом у Сербії. СДК не входив до складу СС і не був формально частиною вермахту. Його годували та одягали за німецькими стандартами, причому ці витрати відшкодовував німцям маріонетковий уряд, який також платив військам за тими ж ставками, що й сербській поліції. До службової присяги цього останнього СДК було внесено поправки, згідно з якими члени СДК боротимуться, у разі необхідності, до смерті як з югославськими партизанами, так і з четниками. Жодна з організацій не змогла проникнути в СДК через свою індоктринацію ідеями Льотича. Мушицький був знову призначений його командувачем у чині генерала. СДК була єдиною сербською збройною силою, якій німці довіряли під час війни, і її підрозділи часто хвалили німецькі командири за їх хоробрість у бою. Мушицький намагався втекти з Югославії наприкінці війни, але був схоплений британцями. Його екстрадували до Югославії та віддали під суд.  На суді він дав свідчення про участь сербських добровольців у різанині в Крагуєваці. Його визнали винним у співпраці з німцями, засудили до смертної кари та стратили через розстріл у Белграді 17 липня 1946 року.